# Bandeira de Joinville

Bandeira de Joinville

A bandeira de Joinville é composta de um campo azul natier, onde figura, ao centro, um losango na cor branca e, ao centro, está representado o brasão de Joinville, com suas cores próprias. No listel da base do escudo principal está escrito "Mea Autem Brasiliae Magnitudo", que em tradução livre significa "Minha também é a grandeza do Brasil".
A bandeira de Joinville foi oficializada pela Lei Municipal nº 617, de 14 de junho de 1963, sendo o seu hasteamento solene, bem como a execução do hino municipal de Joinville, obrigatórios em todas as escolas públicas e particulares do município pelo menos uma vez por semana (Lei Municipal nº 3.702, de 8 de junho de 1998).